# Torokoljin Bayan
Torokoljin Bayan Khan (880 circa) è stato un condottiero mongolo, sovrano dell'Impero e diretto progenitore della futura stirpe reale di Gengis Khan.

## Vita
Fu un Khan dei Mongoli. Di lui poco è noto tranne che era appartenente al gruppo tribale dei Borjigin, ceppo principale e cuore della nobiltà Mongola, che raggruppava i clan più importanti.
Era figlio di Borjigidai Khan e nipote di Karchu Khan.

## Discendenze
Fu sposato con Borokjin Goa, Principessa della Cina. Primo dei suoi figli fu Debun Khan padre di Bondodjar Mong Khan (poi padre di Kabichi Baator Khan). Tra i suoi discendenti diretti c'e', oltre a Gengis Khan, anche Tamerlano.